# Hydroporus tessellatus
Hydroporus tessellatus is een keversoort uit de familie waterroofkevers (Dytiscidae). De wetenschappelijke naam van de soort is voor het eerst geldig gepubliceerd in 1819 door Drapiez.